# Caças de quinta geração

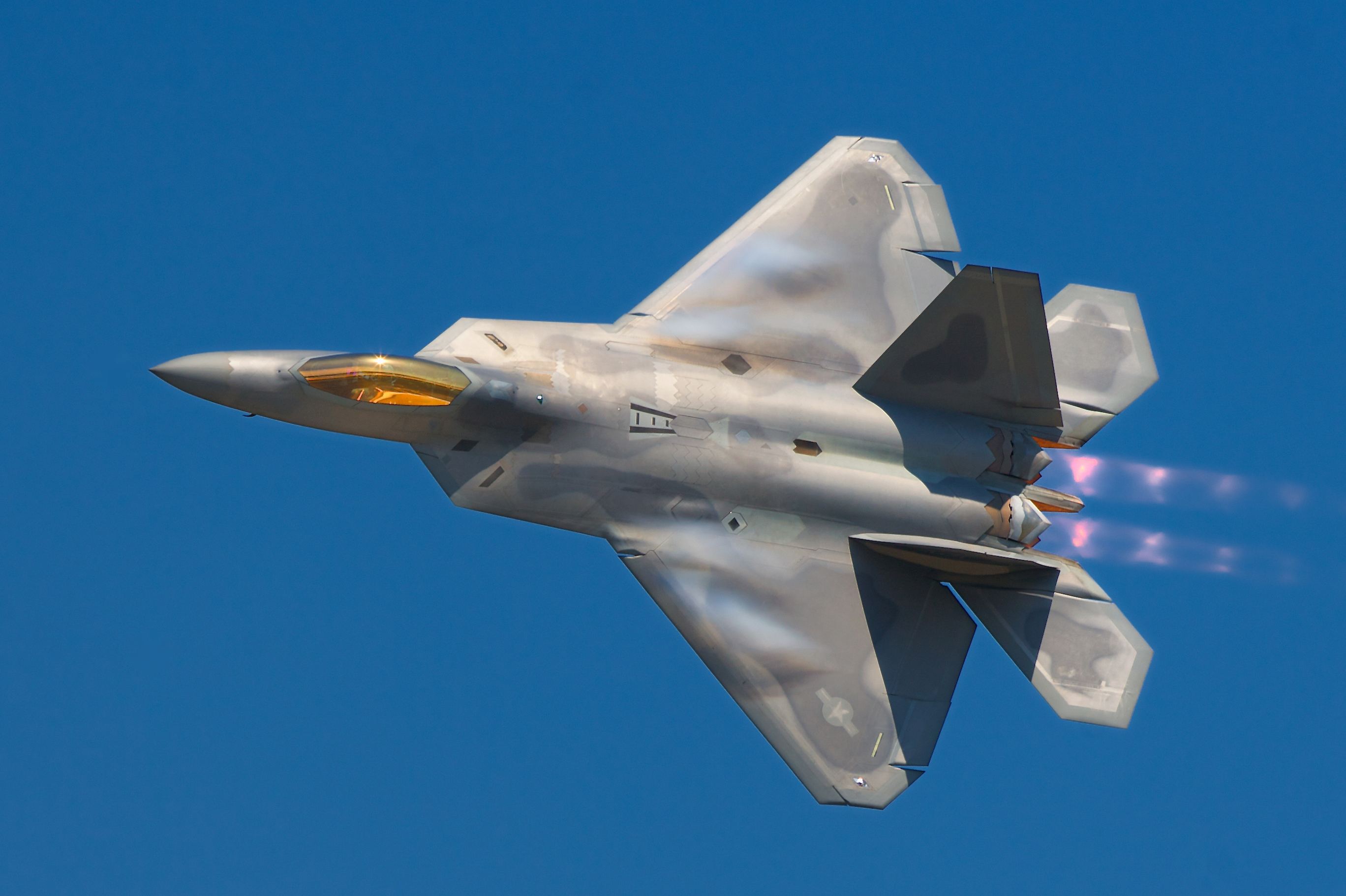
F-22

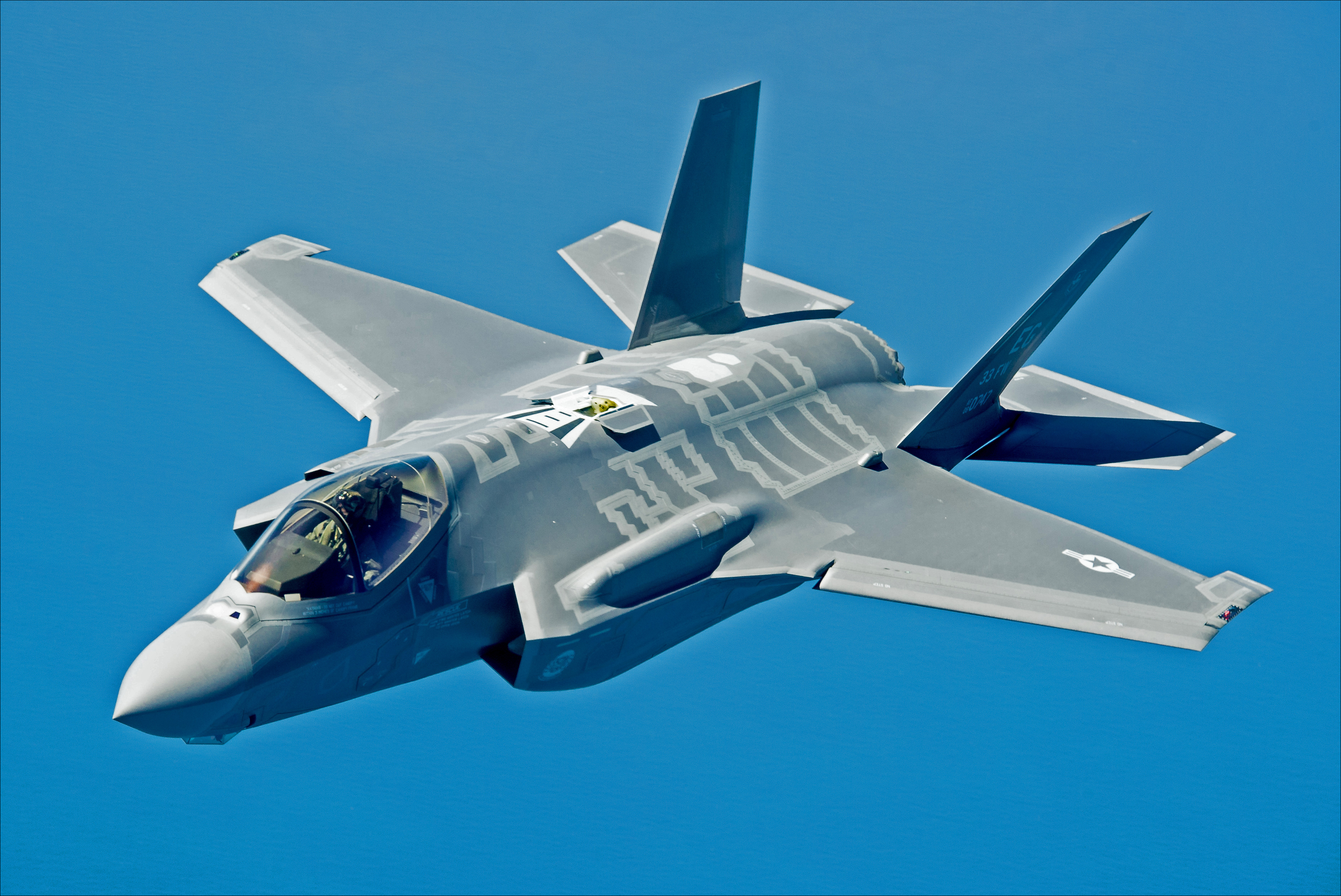
F-35

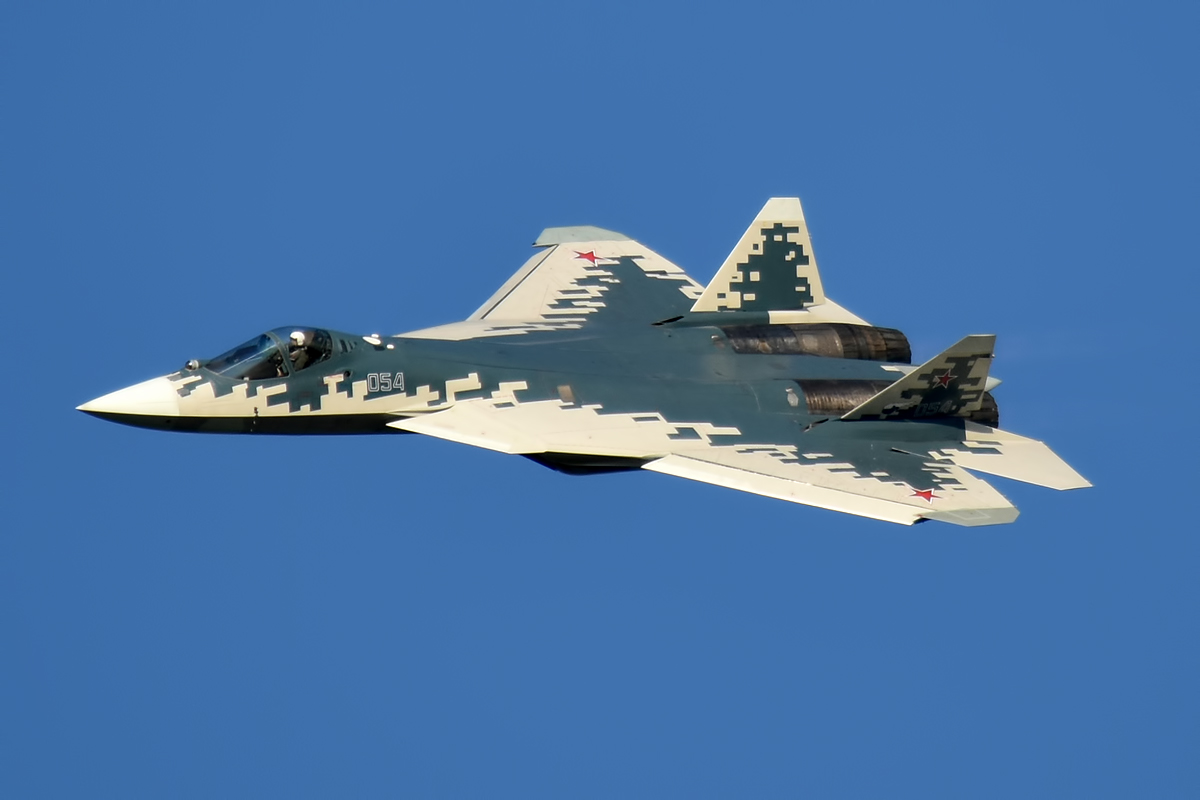
Su-57

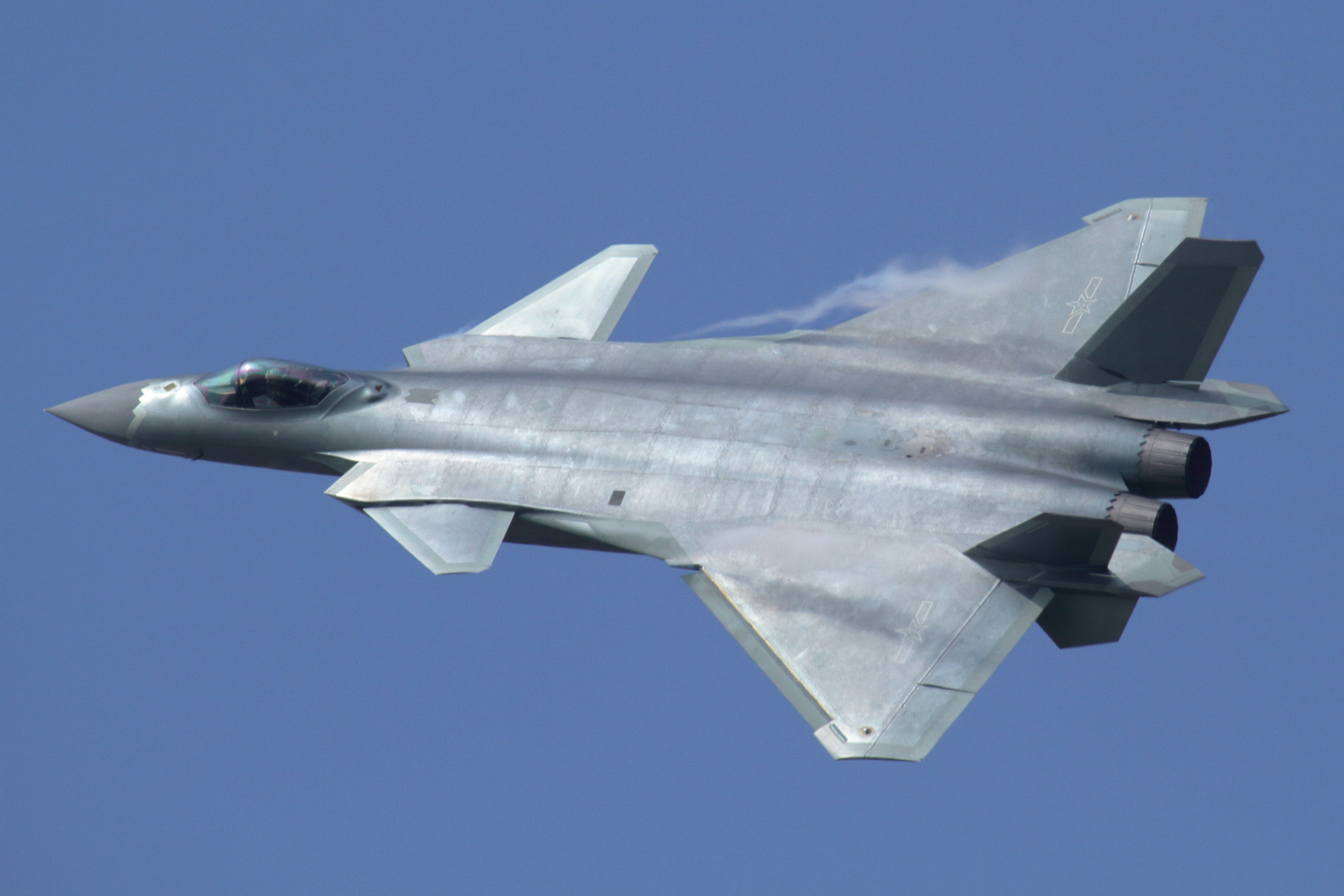
Chengdu J-20

Caças de quinta geração é a denominação para caças em serviço a partir de 2005, aproximadamente, até que a nova geração de caças entre em funcionamento. Estas aeronaves combinam fuselagens de alto desempenho, armamento avançados em combate para o ar/ar, ar/solo, tecnologia stealth e com redes de sensibilização para ambientação de combate. Avançados sistemas de aviônica, altamente integrados com sensores a bordo, pilotos livres para se concentrar na tarefa.

## Definição
Os caças podem ser classificados em cinco gerações. A primeira consistiu em aviões desenvolvidos no início da Primeira Guerra Mundial e foi até o final da Segunda Guerra Mundial (como o alemão Fokker D.VII, o inglês Spad S.XIII, o americano P-51 Mustang e o também alemão Messerschmitt Bf 109). A segunda geração teve seu nascimento no final da Segunda Guerra Mundial com o alemão Messerschmitt Me-262 e prosseguiu até a Guerra da Coréia com o soviético MiG-15 e o americano F-86 Sabre.
A terceira geração foi largamente influenciada pelas concorrências na Guerra Fria e experiência de combate na Guerra do Vietnã; estes incluíram aumento do uso armamento de ar-ar e mísseis de defesa contra sistemas de terra-ar, houve uma adição de aviônicos avançados como no norte-americano F-4 Phantom e no soviético MiG-21.
As três primeiras gerações de caças a jato duraram cerca de uma década, cada uma. A quarta geração começou por volta de 1970 e continua a constituir a maioria dos combatentes em serviço, embora algumas versões são chamadas de geração 4,5 graças as suas grandes melhorias, comparados aos da geração 4 (ex: F-14 Tomcat e F-15 Eagle). Quinta geração são os de superioridade aérea e aeronaves multimissão que alcançam um melhor desempenho através de inúmeros avanços nas células, propulsões e aviônicas, cada vez mais sofisticadas, incluindo sistemas de controle de voo.
Caças de quinta geração são distintos de gerações 4 e 4,5, principalmente pela sua capacidade stealth e compatibilidade com network-centric warfare, e são muito mais capazes em muitos outros aspectos. Capacidade computacional, sensores e sistemas de comunicação que lhes permitem recolher, explorar e divulgar informações de maneira que podem multiplicar a eficácia das forças militares ao longo de um quadro de operações..

## Aeronaves de Quinta Geração

### Em Operação
China
- Chengdu J-20
- Shenyang J-31

 Estados Unidos
- Lockheed Martin F-22 Raptor
- Lockheed Martin F-35 Lightning II

 Russia
- Sukhoi Su-57

### Em Desenvolvimento
Japão
- Mitsubishi X-2 Shinshin

 Turquia
- TAI T-FX

 Índia
- HAL AMCA

 Russia
- Sukhoi Su-75